# Paul Rosenmöller

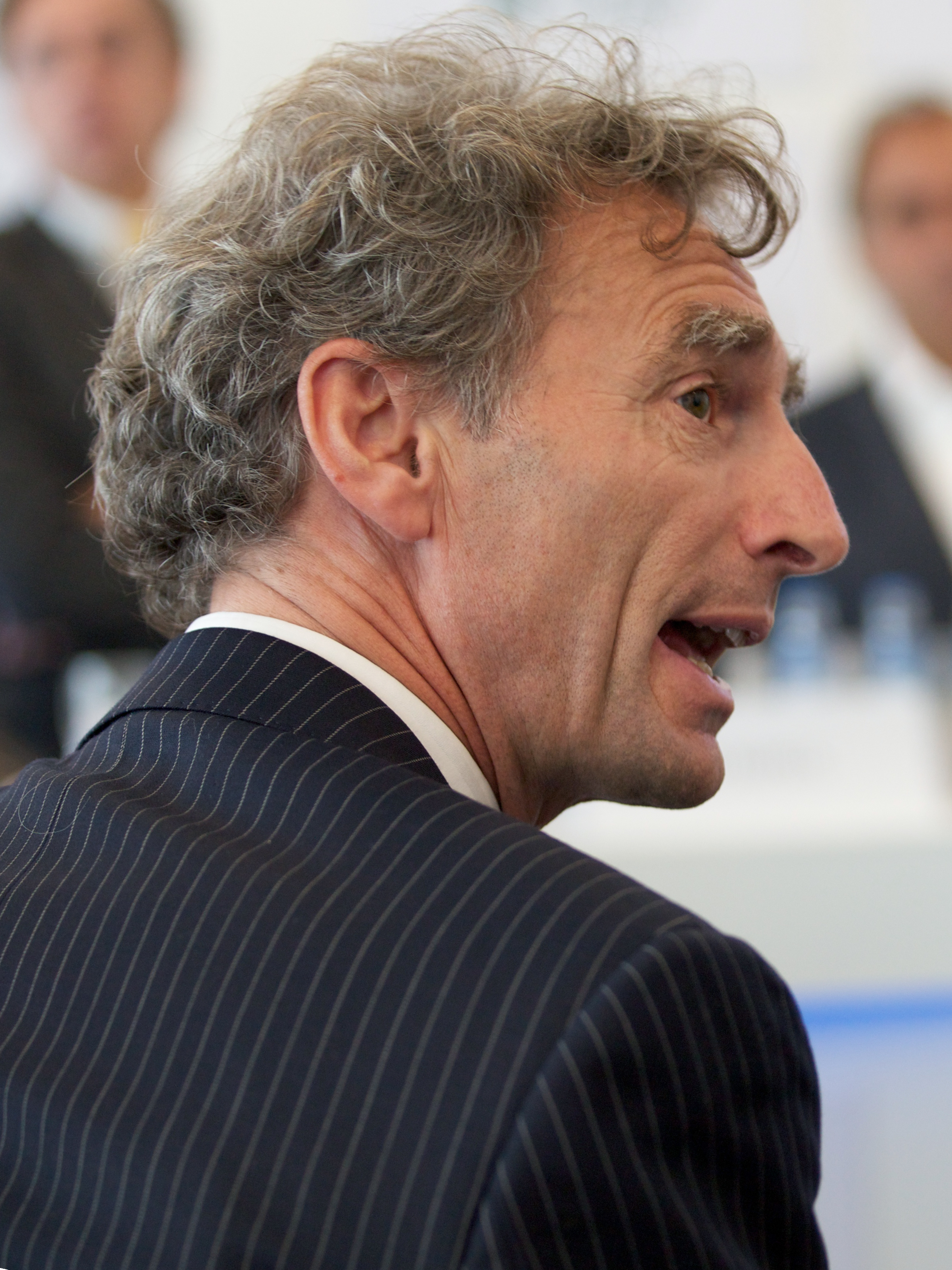
Paul Rosenmöller

Paul Rosenmöller (* 11. Mai 1956 in Den Helder) ist ein niederländischer Fernsehmoderator und Politiker der GroenLinks.

## Leben
Rosenmöller studierte von 1974 bis 1978 Soziologie. Er brach sein Studium ab und arbeitete im Hafen von Rotterdam. Rosenmöller engagierte sich in der niederländischen Gewerkschaft VNO-NCW, eine Mitgliedsorganisation der Federatie Nederlandse Vakbeweging. Von 1976 bis 1982 war er Mitglied der stalinistischen Splittergruppe Rode Morgen. Rosenmöller trat danach in die neu gegründete Partei GroenLinks ein. Vom 6. September 1989 bis 15. Mai 2002 war Rosenmöller Abgeordneter in der Zweiten Kammer der Generalstaaten für GroenLinks, vom 17. Mai 1994 bis zum 26. November 2002 Nachfolger von Peter Lankhorst als Fraktionsvorsitzender von GroenLinks. Seine Nachfolgerin als Fraktionsvorsitzende wurde 2002 Femke Halsema. Seit 2003 ist Rosenmöller als Fernsehmoderator für den öffentlich-rechtlichen niederländischen Sender Interkerkelijke Omroep Nederland tätig. Seit dem 11. Juni 2019 gehört Rosenmöller der Fraktion von Groenlinks in der Ersten Kammer an und ist deren Vorsitzender.
Rosenmöller ist verheiratet und hat fünf Kinder.